# Mareva Galanter
Mareva Galanter (Papeete, 4 febbraio 1979) è una modella, attrice e cantante francese, vincitrice del titolo di Miss Francia 1999.

## Biografia
Mareva Galanter vince il concorso Miss World of Islands nel 1998, e nello stesso anno Miss Tahiti, grazie al quale può partecipare al concorso nazionale Miss Francia 1999, vincendo il titolo. In seguito parteciperà anche a Miss Universo 1999.
La Galanter espande la propria attività a vari campi, che vanno dalla musica al cinema. Nel 2006 ha pubblicato Ukuyéyé con l'etichetta Warner Music di genere yéyé. Nel 2008 è stato pubblicato il suo secondo album Happy Fiu, in collaborazione con il gruppo musicale britannico Little Barrie. Inoltre con lei hanno lavorato anche Rufus Wainwright e Martin Duffy dei Primal Scream. Ha inoltre girato i videoclip per sette dei suoi brani musicali.
Ha inoltre lavorato in televisione, conducendo la trasmissione televisiva musicale Do you Do you scopitone in onda sul canale Paris Première, dedicata agli scopitone, precursori degli anni sessanta e settanta dei video musicali. Mareva Galanter ha recitato in alcuni film come 3 Zéros, Les Gaous e La pantera rosa.